# 咬合再構成
咬合再構成（こうごうさいこうせい、Occlusal reconstruction）は、矯正治療、可撤式義歯、インプラント、クラウン、ブッリッジ治療のいくつかを駆使して、現在の咬合を理想的な咬合に構成しなおすこと。疼痛などの具体的症状が存在無くとも、多数歯の補綴を行う際に、補綴物の長期安定した維持を期待して咬合を変更することも含める。咬合再構築とも。
口腔内には親知らずを除くと、通常28本の歯が存在する。これらは、経年的にも歯列（歯並び）、咬合面の摩耗が進行し、顎関節の変位も進行する。しかし、これらが病的状態に陥ることなく健康に推移していれば何ら問題ない加齢的変化と考えられる。他方、虫歯、歯周病、歯牙喪失、不正補綴物装着、外傷による歯牙の動揺、傾斜、移動病的な摩耗、顎偏位、顎運動の異常などを生じると、各歯牙の三次的位置、咬合面形態、隣接面コンタクト（隣り合う歯と歯が接触する部）、歯列、顎関節の状態、顎運動そのものを再度新規に構成しなおす必要がある。このためには、十分な診査、具体的には歯周組織精密検査・硬組織精密検査・咬合診査・顎運動診査・フェースボウトランスファー・上下顎印象・バイト・チェックバイト・診断用模型作製・ワックスアップによる咬合再構成の検討・スプリント作成・スプリント調整・咬合調整・MRI・CTなどの診察過程を必要とする。